# توزیع گمپرتز
در علم احتمالات و آمار، توزیع گمپرتز (Gompertz distribution) یک توزیع احتمال پیوسته است که به بزرگداشت بنجامین گمپرتز (۱۸۶۵–۱۷۷۹) چنین نامگذاری شده‌است. این توزیع برای توصیفِ توزیع بازهٔ زندگی بزرگسالان با کمک جمعیت‌شناسی و مرگر می‌پردازد. زمینه‌های دیگر مرتبط علمی مانند زیست‌شناسی و پیری‌شناسی نیز از توزیع گمپرتز برای تحلیل به جای ماندگان (زنده‌ها) استفاده می‌کنند. به تازگی در علوم رایانه برای مدل‌سازی نرخ شکست کدهای رایانه ای از توزیع گمپرتز استفاده می‌شود. همچنین در علم بازاریابی هم این توزیع برای شبیه‌سازی مدل ارزش طول عمر مشتری کاربرد دارد.

## ویژگی‌ها
توزیع گمپرتز، یک توزیع انعطاف‌پذیر است و ممکن است به راست یا چپ متمایل شود، تابع شکست آن یک تابع محدب {\displaystyle F\left(x;\eta ,b\right)} است.

### شکل‌ها
تابع چگالی گمپرتز بسته به مقدارهای مختلف پارامتر شکلی {\displaystyle \eta \,\!} می‌تواند شکل‌های مختلف به خود بگیرد:
- هرگاه {\displaystyle \eta \geq 1,\,} باشد، مُد تابع چگالی احتمالاتی در صفر خواهد بود.
- هرگاه {\displaystyle 0<\eta <1,\,} مد تابع چگالی احتمالاتی به صورت زیر خواهد بود:

{\displaystyle x^{*}=\left(1/b\right)\ln \left(1/\eta \right){\text{with }}0<F\left(x^{*}\right)<1-e^{-1}=0.632121}

### واگرایی کولبک-لیبلر
هرگاه {\displaystyle f_{1}} و {\displaystyle f_{2}} تابع‌های چگالی احتمالاتی دو توزیع گمپرتز باشند آنگاه واگرایی کولبک-لیبلر به صورت زیر خواهد بود:
{\displaystyle {\begin{aligned}D_{KL}(f_{1}\parallel f_{2})&=\int _{0}^{\infty }f_{1}(x;b_{1},\eta _{1})\,\ln {\frac {f_{1}(x;b_{1},\eta _{1})}{f_{2}(x;b_{2},\eta _{2})}}dx\\&=\ln {\frac {e^{\eta _{1}}\,b_{1}\,\eta _{1}}{e^{\eta _{2}}\,b_{2}\,\eta _{2}}}+e^{\eta _{1}}\left[\left({\frac {b_{2}}{b_{1}}}-1\right)\,\operatorname {Ei} (-\eta _{1})+{\frac {\eta _{2}}{\eta _{1}^{\frac {b_{2}}{b_{1}}}}}\,\Gamma \left({\frac {b_{2}}{b_{1}}}+1,\eta _{1}\right)\right]-(\eta _{1}+1)\end{aligned}}}
در رابطهٔ بالا، {\displaystyle \Gamma (\cdot ,\cdot )} تابع گامای ناکامل بالایی و {\displaystyle \operatorname {Ei} (\cdot )} انتگرال نمایی است.